# جايسون هربرت
جايسون هربرت (بالإنجليزية: Jason Herbert)‏ هو موسيقي بريطاني، ولد في 18 مارس 1967.

## وصلات خارجية
- جايسون هربرت على موقع ميوزك برينز (الإنجليزية)
- جايسون هربرت على موقع ديسكوغز (الإنجليزية)